# Marouette de Baillon
Zapornia pusilla
Espèce
Statut de conservation UICN

 LC  : Préoccupation mineure

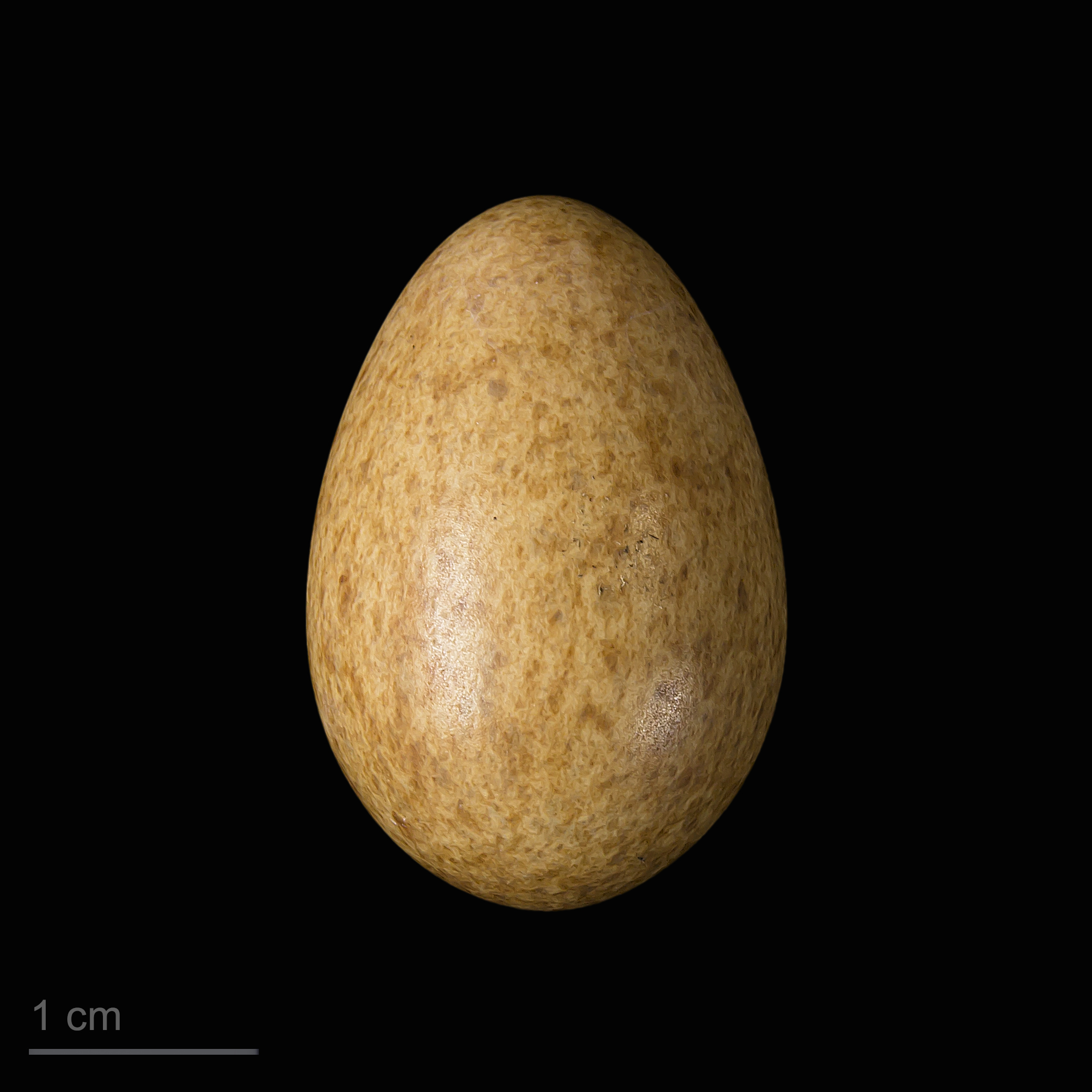
Zapornia pusilla - MHNT

La Marouette de Baillon (Zapornia pusilla) est une des trois espèces de marouettes vivant en France (les deux autres étant la Marouette poussin et la Marouette ponctuée). Son nom rappelle le zoologiste François Baillon (1778-1851).
Les marouettes font partie de la famille des Rallidae qui comporte également le Râle d'eau ou encore la Foulque macroule.

## Morphologie
La Marouette de Baillon est caractérisée par des sous-caudales noires barrées de blanc ainsi qu'un plumage gris ardoise sur le dessous (gorge, face et poitrine) et brun marqué de lignes noires et blanches sur le dessus. Les flancs sont rayés de noir et de blanc 
Contrairement à la Marouette poussin, son bec est d'une seule couleur (celui de la marouette poussin présente du rouge au niveau des commissures) ; ses projections primaires sont également plus courtes que celles de la Marouette poussin.

## Sous-espèces
- Z. p. intermedia (Hermann, 1804) — de l'Europe à l'Asie Mineure ; n, centre et est de l'Afrique et Madagascar ;
- Z. p. pusilla (Pallas, 1776) — Asie centrale et orientale ;
- Z. p. mira (Riley, 1938) — Bornéo ;
- Z. p. mayri (Junge, 1952) — Nouvelle Guinée ;
- Z. p. palustris (Gould, 1843) — est de la Nouvelle Guinée et Australie ;
- Z. p. affinis (Gray, GR, 1845) — Nouvelle Zélande et îles Chatham.